# Mymaromella cyclopterus
Mymaromella cyclopterus is een vliesvleugelig insect uit de familie Mymarommatidae. De wetenschappelijke naam is voor het eerst geldig gepubliceerd in 1982 door Fidalgo & De Santis.